# NGC 5335
NGC 5335 is een balkspiraalstelsel in het sterrenbeeld Maagd. Het hemelobject werd op 9 april 1828 ontdekt door de Britse astronoom John Herschel.

## Synoniemen
- UGC 8791
- MCG 1-35-46
- ZWG 45.129
- NPM1G +03.0399
- PGC 49310